# 샤브와주
샤브와주(아랍어: شبوة)는 예멘 중부에 위치한 주로, 남쪽으로는 아덴만과 맞닿아 있다. 주도는 아타크이며 인구는 470,440명(2004년 기준), 면적은 45,519km2이다.